# GRB 970228
GRB 970228 va ser un brot de raigs gamma (GRB per les seves sigles en anglès). En el qual va poder detectar-se per primera vegada l'emissió decreixent en raigs X, confirmant la fins llavors teoria sobre l'efecte de posluminescència que segueix a aquests esclats. Va ser detectat el 28 de febrer de 1997 a les 02:58 UTC. Des de 1993, els físics havien predit que en GRB es seguiria per una resplendor de baixa energia (en longituds d'ona com a ones de radio, raigs x, i fins i tot llum visible), però fins a aquest esdeveniment, GRB només va ser observat en ràfegues lluminoses d'alta energia de raigs gamma (la forma més energètica de radiació electromagnètica).
El brot va tenir abastos múltiples en la seva corba de llum i va durar aproximadament 80 segons.
Peculiaritats en la corba de llum de GRB 970228 van suggerir que podria haver ocorregut una supernova. La posició del brot va coincidir amb una galàxia prop de 8.1 milions d'anys llum, proporcionant l'evidència de que GRB va ocórrer molt més enllà de la Via Làctia.

## Observacions
Un brot de raigs gamma és un flaix molt lluminós de raigs gamma, la forma més energètica de radiació electromagnètica. Els GRB van ser detectats per primera vegada en 1967 pels satèl·lits Vela, una sèrie de naus espacials dissenyades per detectar explosions nuclears.
GRB 970228 va ser detectat el 28 de gener de 1997 a les 02:58 pel Monitor d'Explosions de Raigs Gamma i una de les Càmeres Wide Field a bord del BeppoSAX, un satèl·lit italià-holandès originalment dissenyat per estudiar raigs X. En poques hores, l'equip del BeppoSAX va determinar la posició del brot amb un quadre d'error -una àrea petita al voltant de la posició específica per tenir en compte l'error en la posició- de tres minuts d'arc. El brot va ser també detectat per la sonda espacial Ulysses.
El brot va ser localitzat en una ascensió recta de 05h 01m 46.7s i una declinació de +11° 46′ 53.0″. Va durar al voltant de 80 segons i va tenir diversos becs en la seva corba de llum.
Els brots de rajos gamma tenen perfils de temps molt diversos, i no s'entén completament per què alguns brots tenen diversos becs i alguns tenen solament un. Una explicació possible és que becs múltiples són formats quan la font del brot de rajos gamma se sotmet a una Precessió.